# Брешь (облака)

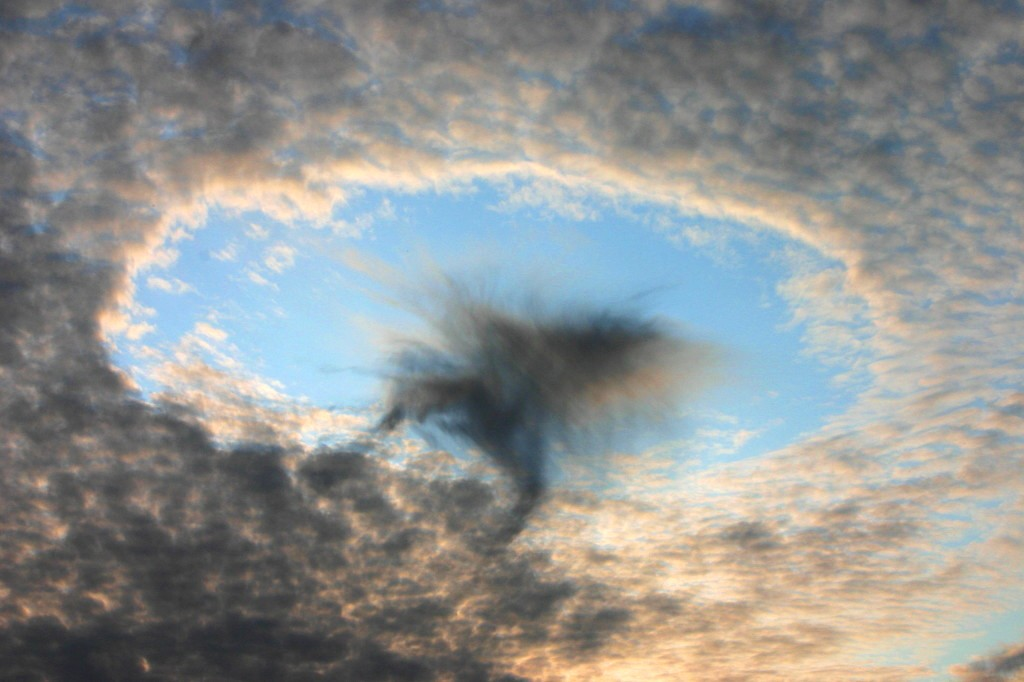
Брешь в облаках

Брешь (cavum) — дополнительная особенность облаков; элемент, присоединённый к основному облаку или частично слившийся с ним, представляющий собой чётко очерченное отверстие круглой или вытянутой формы, появляющееся у высококучевых и перисто-кучевых, а также иногда у слоисто-кучевых облаков. Из-за редкости и необычного внешнего вида зачастую ошибочно принимаются за неопознанные летающие объекты или связываются с их появлением. Встречаются также названия «дырообразная полоса падения осадков», «зона пробития облаков».
В 2017 году бреши были включены в классификацию дополнительных особенностей облаков Международного атласа облаков Всемирной метеорологической организации.

## Причины образования
Бреши образуются, когда температура воды в облаке ниже точки замерзания, но переохлаждённая вода еще не замерзла из-за отсутствия нуклеации льда. Когда кристаллы льда все-таки образуются, возникает эффект домино из-за процесса Бержерона. Капли воды вокруг кристаллов испаряются. В результате в облаке появляется большая, часто круглая дыра. 
Кристаллы льда могут образовываться при пролёте самолётов из-за наличия зон пониженного давления за законцовками крыльев или винта. В них воздух быстро охлаждается, и за самолетом тянется полоса кристаллов льда. Эти кристаллы льда оказываются окруженными каплями воды и быстро растут в результате процесса Бержерона.
Процессы формирования брешей описываются в статьях Westbrook и Davies (2010), а также Heymsfield et al. (2010). В них подробно исследуются процессы, лежащие в основе образования брешей, и излагаются наблюдения относительно их микрофизики и динамики. Бреши не связаны с какой-то конкретной географической областью и наблюдались во многих местах.